# Palenica Jałowiecka
Palenica Jałowiecka, Palenica (słow. Pálenica) – rozległa przełęcz na Słowacji, położona na wysokości 1572 m n.p.m. w grani głównej Tatr Zachodnich, pomiędzy Siwym Wierchem (1805 m) i Zuberskim Wierchem (1747 m). Jest to najniższa przełęcz w całej grani głównej Tatr (aż do Siwego Wierchu). Około 100 m na południowy zachód od głównego siodła przełęczy, w grzbiecie znajduje się jeszcze jedno, mniej wyraźne obniżenie (1578 m).
Niegdyś istniała droga wozowa z Zuberca przez Palenicę Jałowiecką i Dolinę Jałowiecką. Chociaż na niektórych odcinkach była ciężka do przejazdu, odgrywała ważną rolę – prowadził nią szlak handlowy z  Orawy do Liptowa. Obecnie w wielu miejscach zanikła już zupełnie. Porośnięty kosodrzewiną rejon przełęczy znajduje się w grani zataczającej łuk ponad górną częścią Doliny Bobrowieckiej Liptowskiej. Przeciwległe, północno-zachodnie zbocza opadają do tzw. Doliny Klinów – górnej części Doliny Przybyskiej. Odcinek długiego i niemal płaskiego grzbietu od Palenicy do podnóży Siwego Wierchu ma nazwę Holań.
W plejstocenie miało tu miejsce zjawisko transfluencji, czyli przelewania się lodowca z kotła Zadnich Kotlin przez grań. Śladem po tym są wały morenowe na zboczach.

## Szlaki turystyczne
– czerwony: Wyżnia Huciańska Przełęcz – Białe Wrótka – Siwy Wierch – Palenica Jałowiecka – Brestowa.
- Czas przejścia z Wyżniej Huciańskiej Przełęczy na Palenicę Jałowiecką: 3:35 h, ↓ 2:50 h
- Czas przejścia z Palenicy na Brestową: 1 h, ↓ 0:50 h

  – żółty: Zuberzec – Palenica Jałowiecka –  Dolina Jałowiecka – Jałowiec.
- Czas przejścia z Zuberca na Palenicę Jałowiecką: 3:25 h, ↓ 2:45 h
- Czas przejścia z Palenicy do wylotu Doliny Jałowieckiej: 2:30 h, ↑ 3 h